# Estação Plaça de Sants

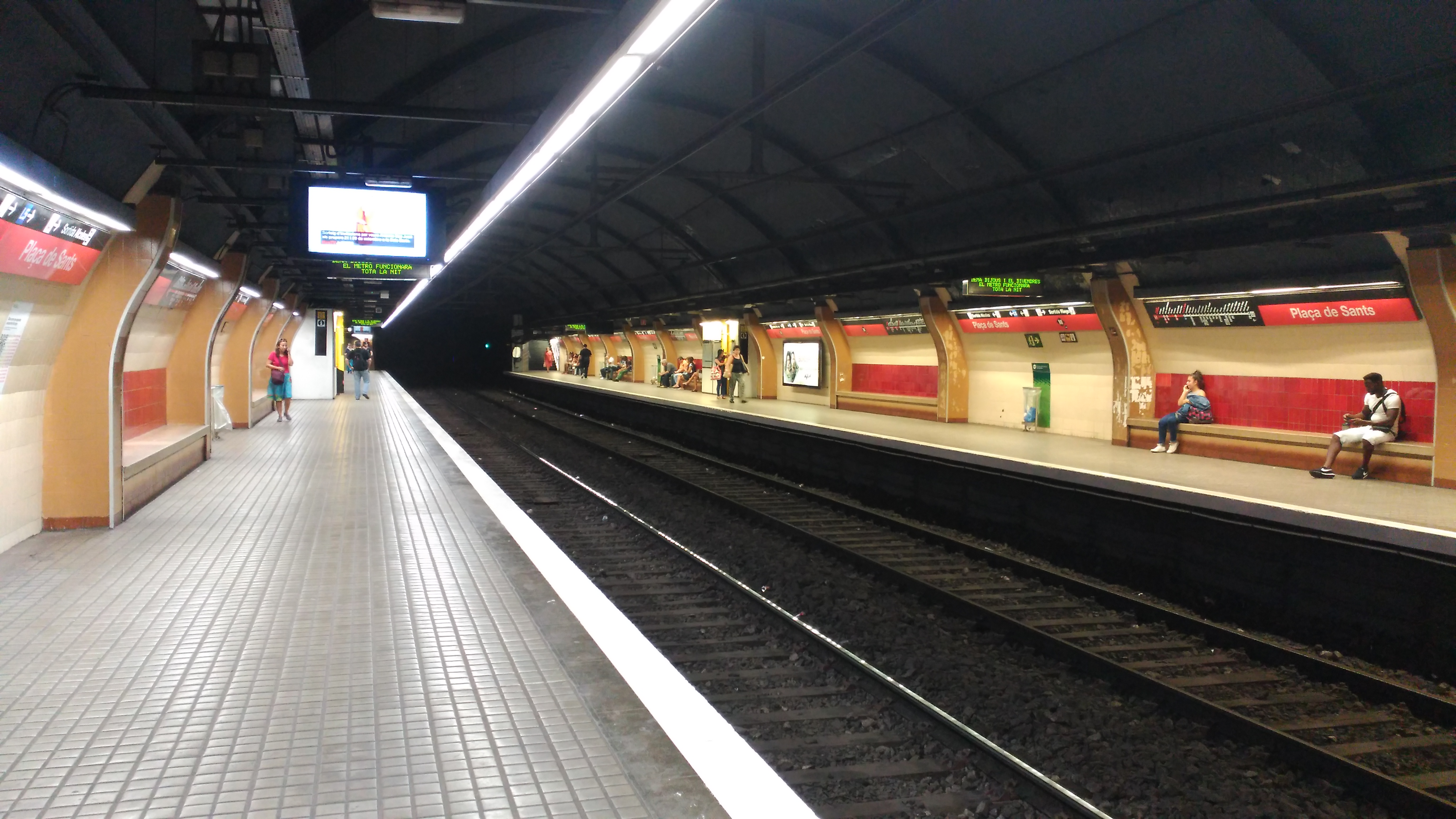
Estação Plaça de Sants, Linha 1.

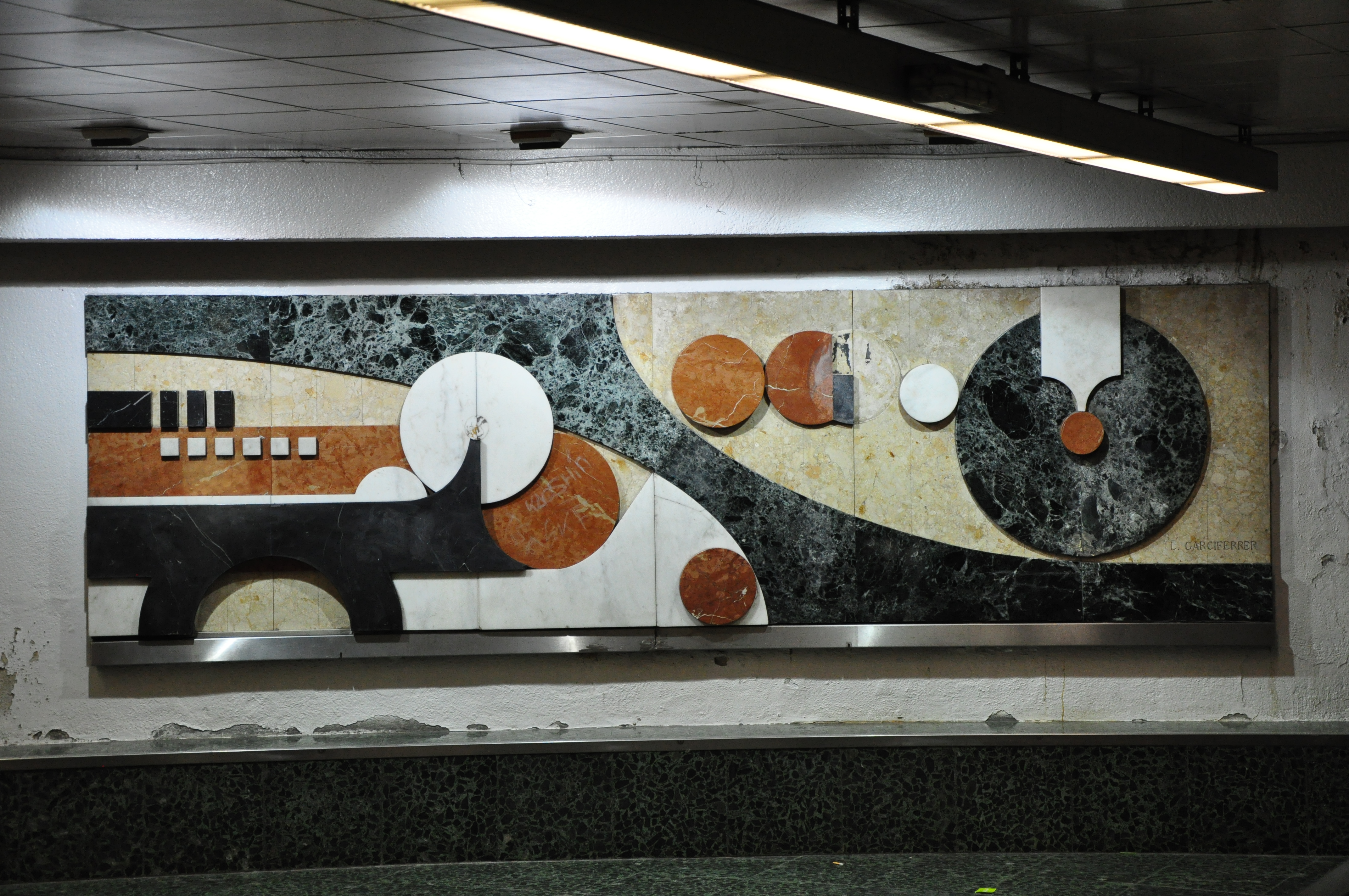
Mural ferroviário. Escultor: L. Garciferrer., Linha 5.

Plaça de Sants é uma estação das linhas: Linha 1 e Linha 5 do Metro de Barcelona.